# Enkelstöten
Enkelstöten är en kriminalroman från 1976 av Tomas Arvidsson, hans bokdebut, publicerad av förlaget Bra Böcker.
Romanen blev en bästsäljare. Samtidigt publicerades uppföljaren Dubbelstöten. Senare kom flera fristående uppföljningar där karaktärer från Enkelstöten återkommer. Böckerna om studierektorn Jan Bertilsson har också spelats in som tre fristående TV-serier, Dubbelstötarna (1980), Dubbelsvindlarna (1982) samt Studierektorns sista strid (1986). Den förstnämnda, Dubbelstötarna, som är baserad på både Enkelstöten och Dubbelstöten, blev en stor tittarsuccé.
2017 hade TV-serien Enkelstöten premiär, som är baserad på TV-serien från 1980. Huvudpersonerna är dock utbytta till kvinnliga motsvarigheter spelade av Sissela Kyle och Lotta Tejle.

## Handling
Jan Bertilsson, 38-årige studierektorn vid ett gymnasium i Kalmar, åker till Göteborg från sin hemstad för att träffa sin vän doktor Gunnar Stensson. Stensson har planer på ett bankrån av Handelsbanken vid Karlaplan i Stockholm. Studierektorn har lån som ska amorteras, hus som behöver renoveras och två döttrar.